# فانديثافالام
فانديثافالام (بالإنجليزية: Vandithavalam)‏ هي منطقة سكنية تقع في الهند في ضاحية بلكاد. يقدر عدد سكانها بـ 12,160 نسمة .